# Convolvulus hermanniae
Convolvulus hermanniae là một loài thực vật có hoa trong họ Bìm bìm. Loài này được L'HÃ©r. mô tả khoa học đầu tiên năm 1784.